# Kaple svatého Iva (Paříž)
Kaple svatého Iva (fr. Chapelle Saint-Yves) je kaple v Paříži ve 14. obvodu z roku 1925. Od roku 1996 je chráněna jako historická památka. Kaple patří k farnosti svatého Dominika a vedle francouzštiny se zde také konají mše v polštině.

## Historie
Kaple zasvěcená svatému Ivovi ze Chartes byla postavena z iniciativy faráře Alfreda Kellera k poctě padlým během první světové války. Kaple měla sloužit k duchovní podpoře rodinám padlých francouzských vojáků. V roce 1925 kardinál Louis-Ernest Dubois projekt schválil a v červenci téhož roku, poté, co se podařilo shromáždit jeden milion franků A. Keller koupil pozemek a nechal vystavět komplex levného bydlení Cité du Souvenir (Dům vzpomínek) spolu s kaplí. Dne 5. srpna 1996 byla kaple zařazena mezi historické památky.

## Architektura
Architekty kaple jsou F. Besnard a D. Boulanger. Kaple se nachází ve vnitřním dvoře komplexu připojená k hlavní, centrální budově. Budova z cihel a betonu má vimperk se dvěma postranními vstupy. Nad kaplí je zavěšeno pět malých zvonů. V interiéru je chór vyzdobený freskami, které vytvořil George Desvallières v letech 1931–1932. Hlavním tématem jsou vojáci ve válce doplnění svatými. Znázorněn je rovněž malířův syn, který zemřel na frontě v 17 letech.